# Indigofera evansii
Indigofera evansii là một loài thực vật có hoa trong họ Đậu. Loài này được Schltr. miêu tả khoa học đầu tiên.